# Amtshof Bassum
Der Amtshof Bassum bzw. Haus Freudenberg mit der ehemaligen Gerichts- und der Amtsschreiberei in Bassum, Amtsfreiheit / Am Damm 9a, wurde im 16. und 18. Jahrhundert gebaut. Im Amtshaus ist seit 1993 das Seminar- und Tagungshaus Die Freudenburg.
Das Ensemble ist ein Baudenkmal in Bassum.

## Geschichte

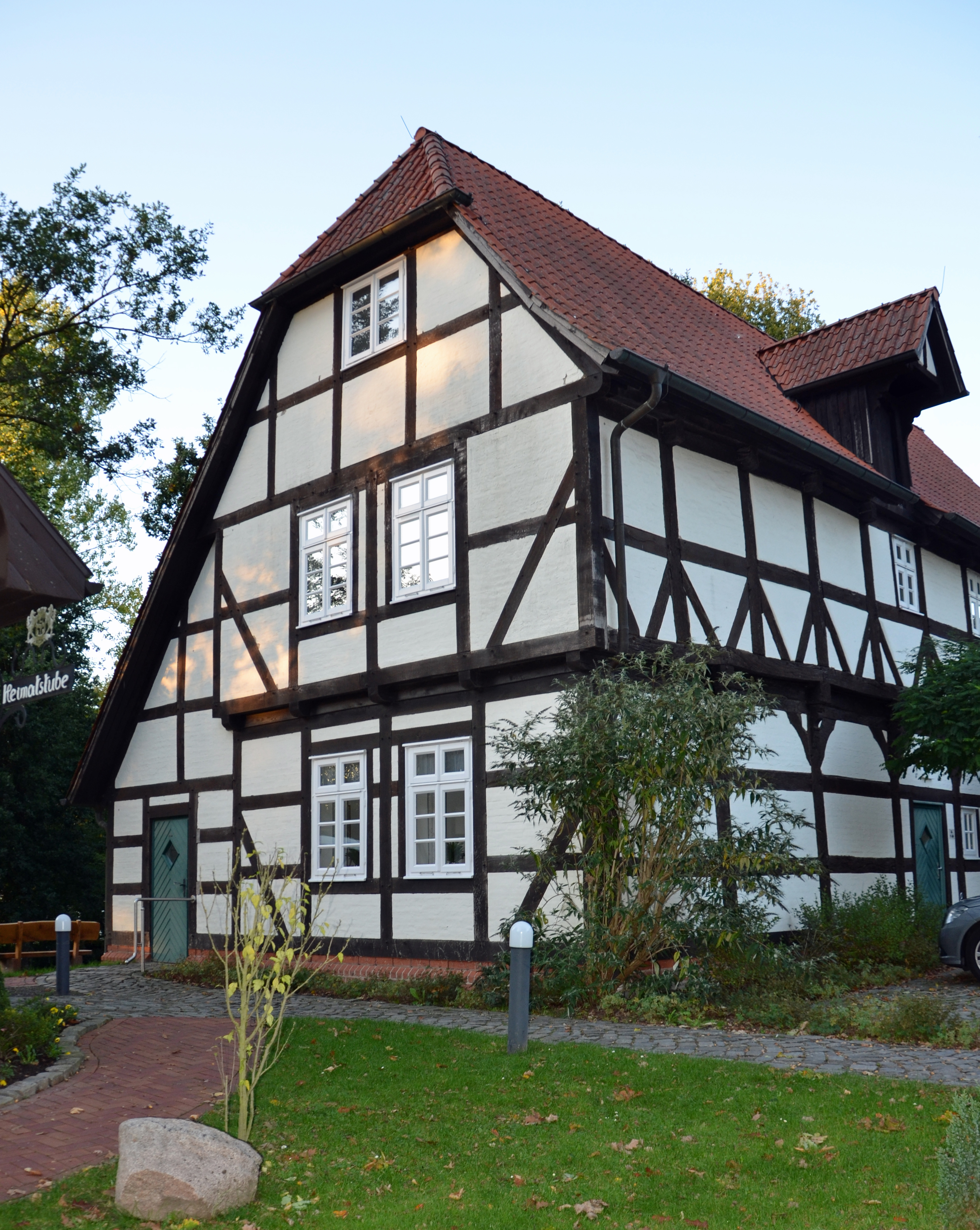
Amts- bzw. Gerichtsschreiberei

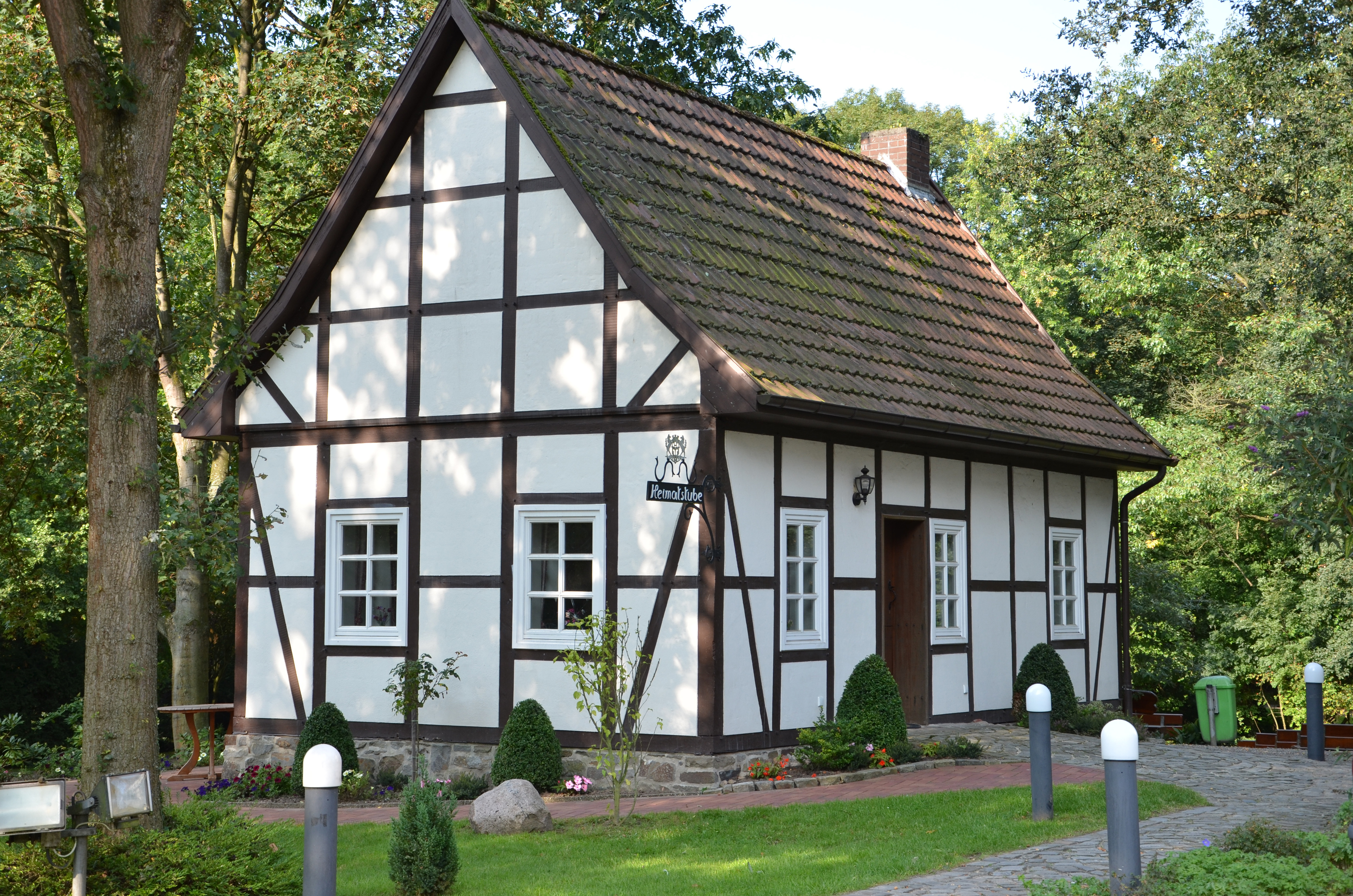
Gerichtsschreiberei

Die Gebäudegruppe der Fachwerkhäuser, zumeist mit Putzausfachungen besteht aus
- dem zweigeschossigen Amtshaus mit Krüppelwalmdach von um 1730 des ehemaligen Amtes Freudenberg,
- der zweigeschossigen ehemaligen Amtsschreiberei aus dem 16. Jahrhundert mit Krüppelwalmdach und Dachhaus für einen Ladekran,
- der Amtsschreiberstube und dem sogenannten Verlies aus dem 14. Jahrhundert in Fachwerk mit Steinausfachungen und mit Unterbau aus Backstein sowie
- der eingeschossigen Gerichtsschreiberei, heute die Heimatstube.

Die Gebäude stehen innerhalb der historischen Befestigungen (Wall und Graben) der nicht erhaltenen früheren Burg Freudenberg (auch Slot Freudenberg genannt), das um 1280/90 als Vogteifeste der Grafen von Oldenburg-Bruchhausen neben dem hochadligen Damenstift Bassum von um 860 errichtet wurde.
Das heutige Seminar- und Tagungshaus Die Freudenburg entstand von 1990 bis 1993 in den Gebäuden des Amtshauses.

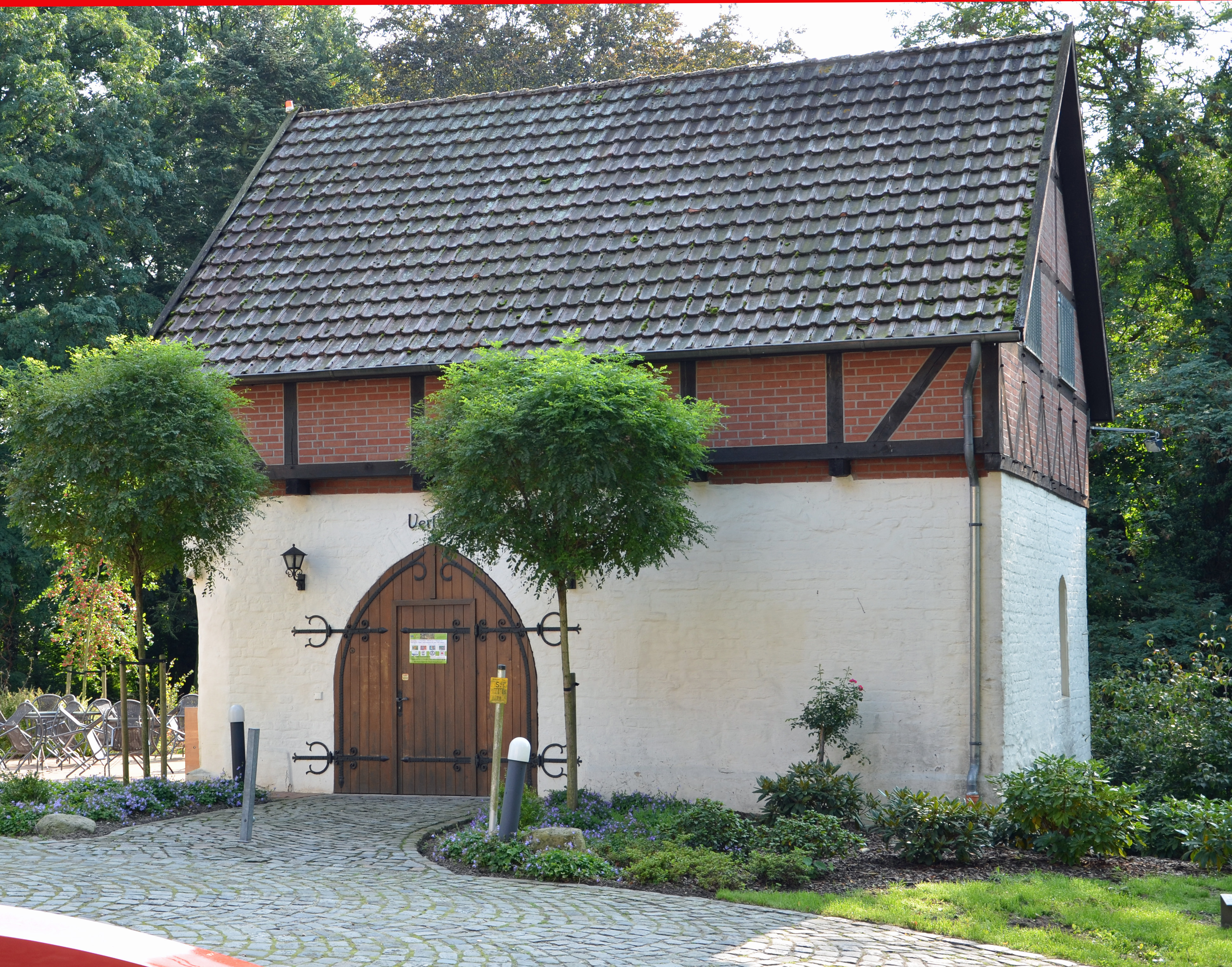
Amtsschreiberstube und Verlies
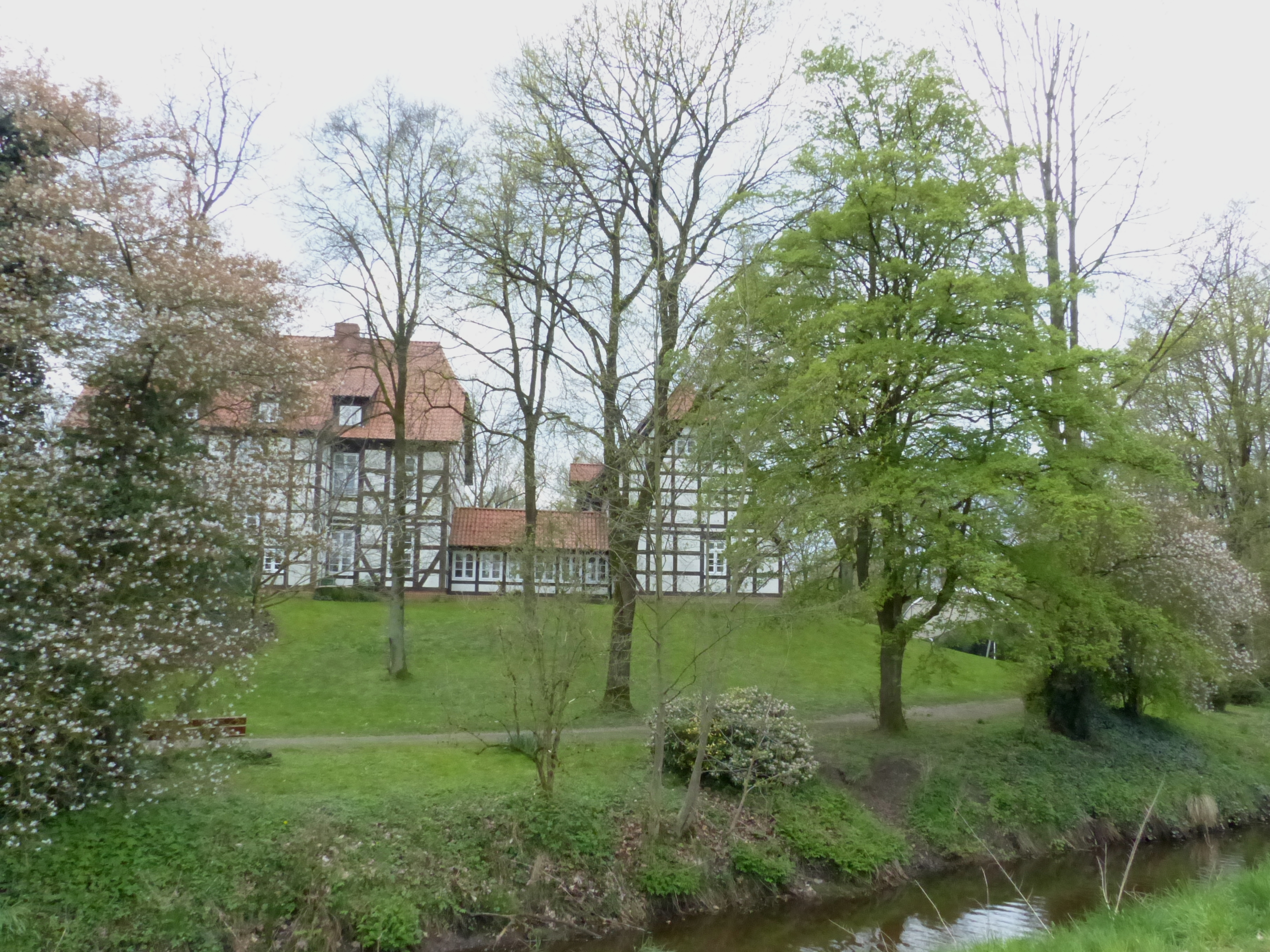
Burggraben und Burghügel mit Fachwerkhäusern